# NK Napredak Batina
NK Napredak je nogometni klub iz Batine. 
Trenutačno se natječe u 3. ŽNL Osječko-baranjskoj, NS Beli Manastir.